# FMA IA-63 Pampa
FMA IA-63 Pampa je argentinský proudový cvičný a lehký bojový letoun vyvinutý v osmdesátých letech 20. století ve spolupráci argentinské společnosti Fábrica Militar de Aviones (později Lockheed Martin Argentina – LMA) a německého leteckého výrobce Dornier Flugzeugwerke na základě letounu Dassault/Dornier Alpha Jet. Celkem bylo vyrobeno 27 letounů Pampa (včetně tří prototypů). Výroba dalších tří byla objednána roku 2018.

## Vývoj
V roce 1978 podepsala argentinská společnost Fábrica Militar de Aviones (FMA) s německou Dornier Flugzeugwerke smlouvu o spolupráci na vývoji letounu, který by nahradil argentinským letectvem provozované cvičné letouny Morane-Saulnier MS.760 Paris. V následujícím roce začal vývoj letounu vycházejícícho z evropského typu Dassault/Dornier Alpha Jet. IA-63 však byl menší a pouze jednomotorový.
Celkem byly postaveny tři prototypy IA-63. První let prototypu Pampa EX-01 se uskutečnil v říjnu 1984. Letouny byly do služby přijaty v dubnu 1988. Ve stejné době byly letectvu dodány první tři sériové stroje. Argentinské letectvo roku 1985 objednalo 65 letounů IA-63. Sama společnost FMA předpokládala stavbu až 300 letounů, z toho 200 na export. Zahraniční zakázku se však pro letoun získat nepodařilo. Výrobu letounu komplikovala špatná ekonomická situace Argentiny. Do převzetí FMA americkým koncernem Lockheed Martin v července 1995 bylo vyrobeno 18 kusů IA-63. Pampa se však stala hlavním cvičným letounem argentinského letectva.
V polovině 90. let byly letouny modernizovány na verzi Pampa II. Především získaly moderní avioniku srovnatelnou s bojovými letouny A-4AR Fightinghawk.
V 90. letech byla FMA vybrána americkým koncernem LTV jako partner pro účast v soutěži modernizaci USAF Joint Primary Aircraft Training System (JPATS). Nabídnuta byla modifikovaná verze letounu označená Vought Pampa 2000. V soutěži však zvítězil turbovrtulový letoun Beechcraft T-6 Texan II.
Roku 2000 LMA získala zakázku argentinské vlády na 24 lehkých bojových letounů AT-63 s vylepšeným pohonem a modernizovanou avionikou (včetně tzv. digitálního kokpitu). Polovina měla vzniknout přestavbou existujících IA-63 a zbylé měly být nově vyrobeny. Levný lehký bojový letoun byl usilovně, leč neúspěšně nabízen dalším potenciálním zájemcům. Prototyp verze AT-63 poprvé vzlétl v červnu 2005. V letech 2006-2007 bylo postaveno šest nových letounů.
Roku 2013 argentinská vláda oznámila plán na zakoupení 22 letounů modernizované verze Pampa III a 22 lehkých bojových Pampa GT. Pampa III je vybavena tzv. skleněným kokpitem a novým motorem Honeywell TFE731-40-2N. Prototyp byl zalétán v září 2015, sériová výroba ale byla odkládána kvůli nedostatku financí. Dne 23. února 2018 byla objednána výroba prvních tří kusů Pampa III. Tyto letoun byly dodány do konce roku 2018. V březnu 2019 byla objednána druhá tříkusová série letounů Pampa III. Letouny byly dodány do března 2020.

## Konstrukce

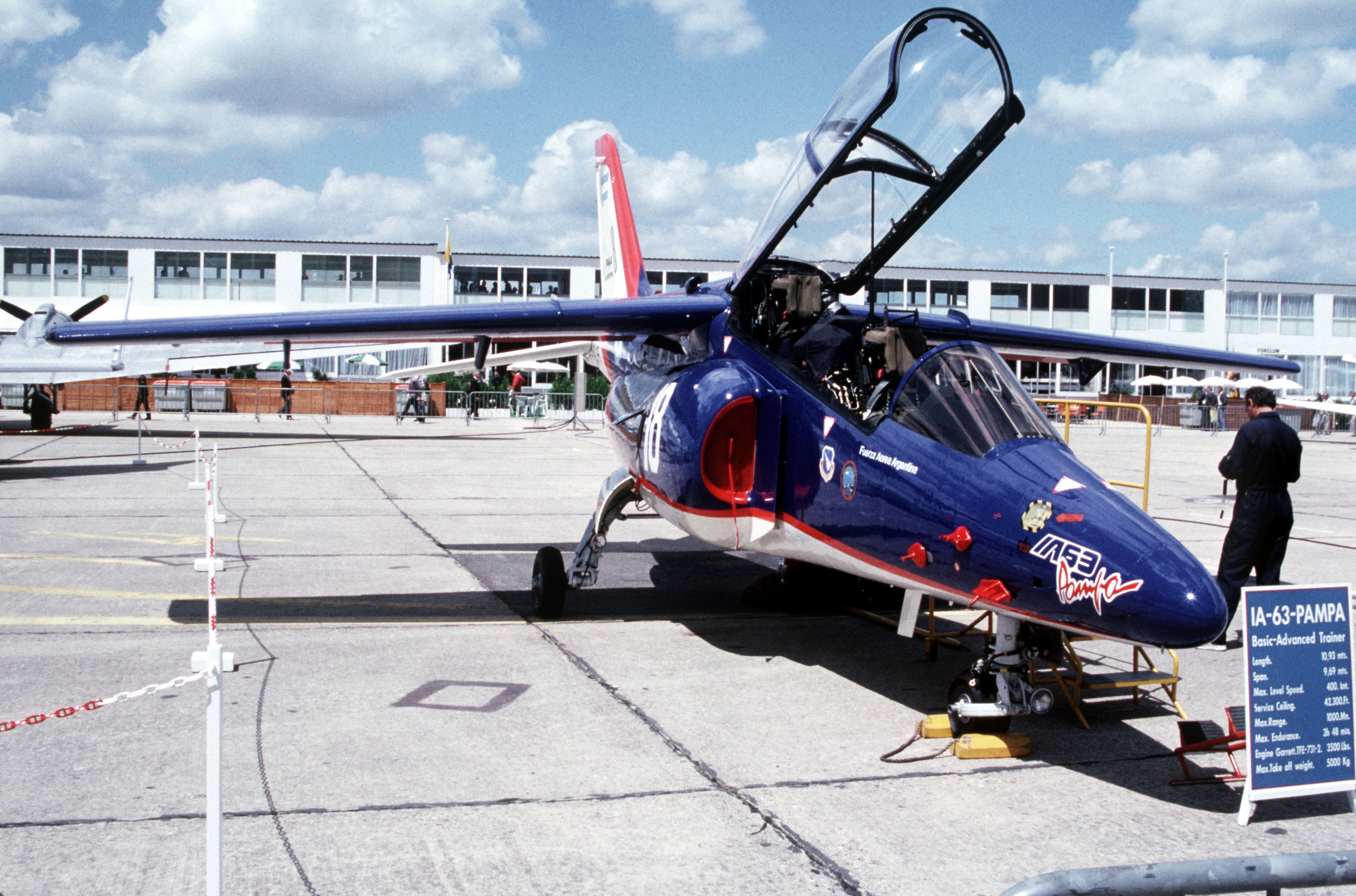
IA-63 Pampa v roce 1991

Jedná se o celokovový dvoumístný jednomotorový proudový hornoplošník s příďovým podvozkem. Jeho křídlo má superkritický profil. Dvojčlenná posádky (pilot, instruktor) sedí v přetlakové kabině s tandemovým uspořádáním na dvojici vystřelovacích sedaček UPC S-III-S3IA63. Kokpit je vybaven průhledovým displejem a dvěma multifunkčními displeji. Výzbroj tvoří 30mm kanón DEFA a až 1900 kg výzbroje nesené na pěti závěsnících (čtyři podkřídelní a jeden podtrupový. Pod křídlo lze alternativně podvěsit dvě přídavné nádrže.

## Varianty

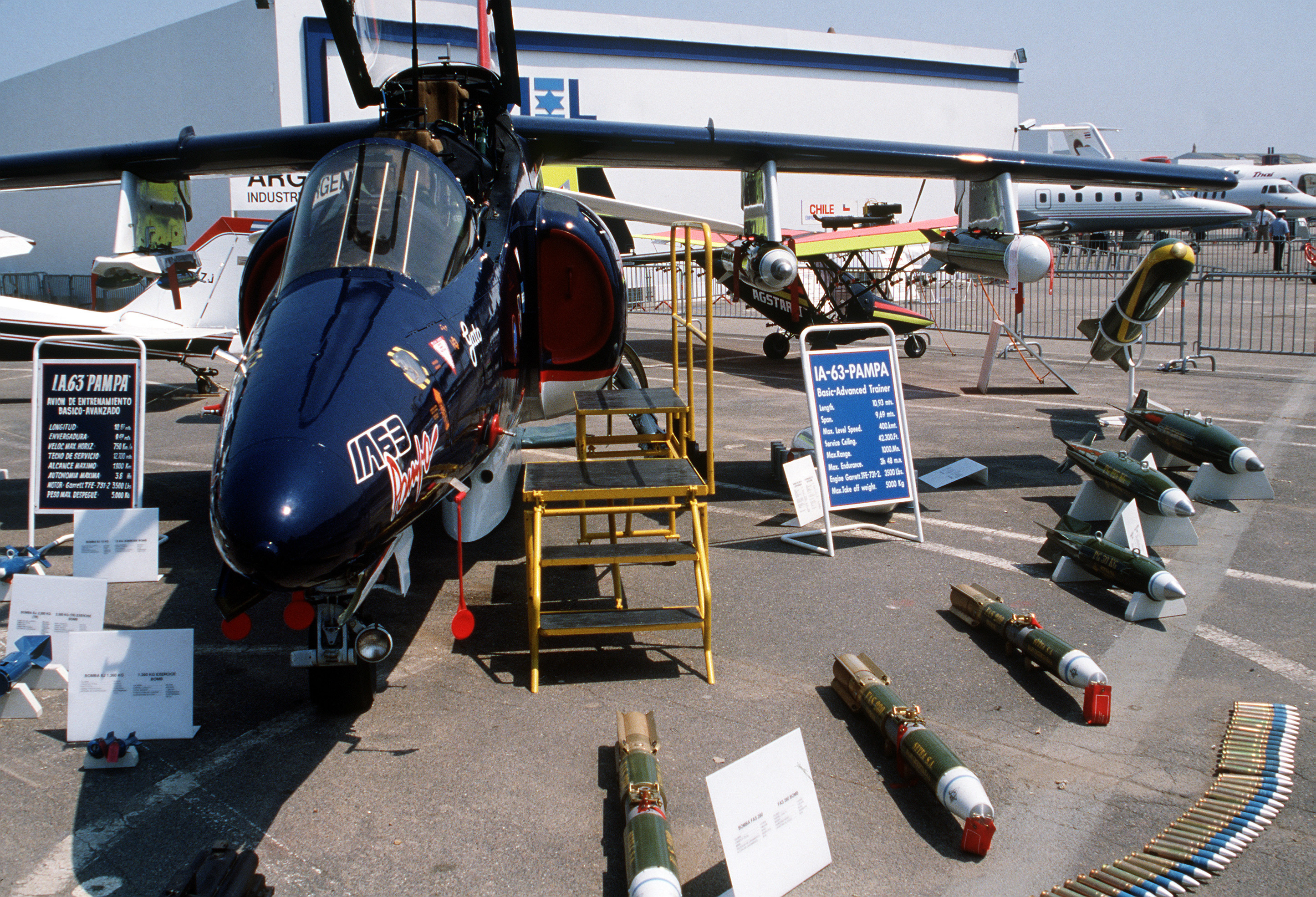
IA-63 s prezentací výběru možné podvěsné výzbroje

- IA-63 Pampa – Cvičný letoun. Dodáno 24 ks.
- IA-63 Pampa II – Modernizace avioniky původních letounů z poloviny 90. let.
- AT-63 Pampa – Ozbrojený lehký bojový letoun.
- IA-63 Pampa III – Modernizovaná verze vybavená skleněným kokpitem a motorem Honeywell TFE731-40-2N. V letech 2008–2020 dodáno 6 ks.
- IA-63 Pampa GT – Lehká bojová verze odvozená od modelu Pampa III.
- Vought Pampa 2000 – Neúspěšný kandidát v americkém programu JPATS.

## Uživatelé
- Argentinské letectvo (Fuerza Aérea Argentina, FAA)

## Specifikace (Pampa)

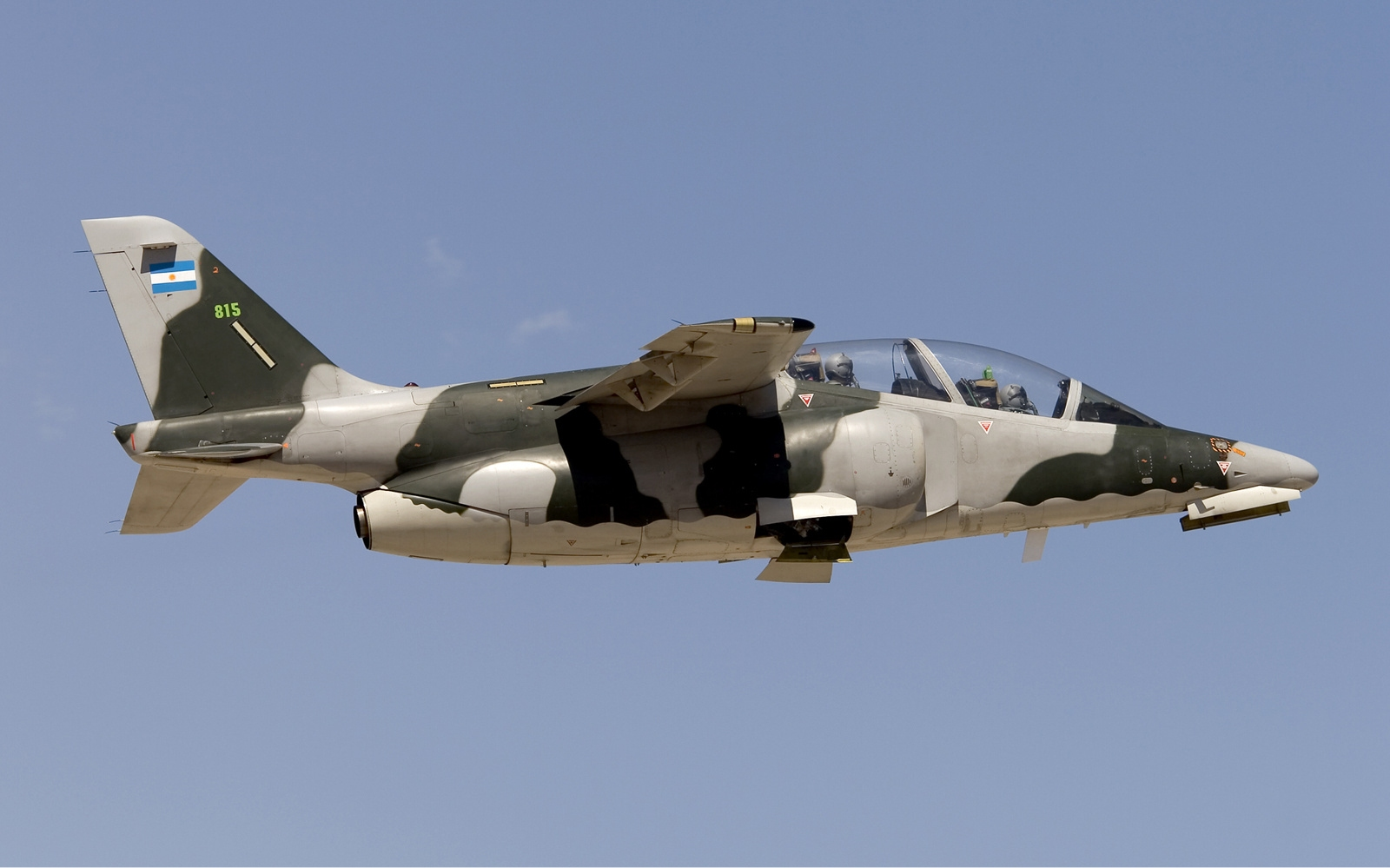
IA-63 za letu

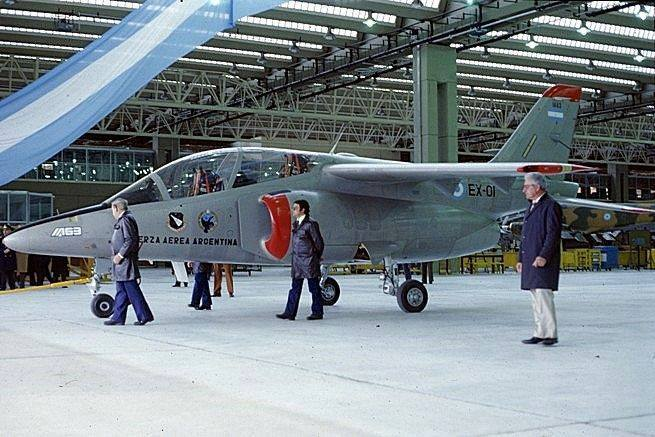
První prototyp Pampa EX-01

Údaje podle

### Technické údaje
- Posádka: 2
- Rozpětí: 9,68 m
- Délka: 10,93 m
- Výška: 4,29 m
- Vzletová hmotnost: 3800 kg
- Maximální vzletová hmotnost: 4650 kg
- Pohonná jednotka: 1× dvouproudový motor Garrett TFE731-2-2N
- Tahn pohonné jednotky: 15,6 kN

### Výkony
- Maximální rychlost: 819 km/h v 7000 m (AT-63)
- Cestovní rychlost: 747 km/h ve 4000 m (AT-63)
- Dostup: 12 900 m
- Dolet: 1500 km
- Stoupavost: 30 m/s

### Výzbroj
- 1 × 30mm kanón DEFA
- 1900 kg výzbroje